# Изворът (теленовела)
„Изворът“ (на испански: El manantial) е мексиканска теленовела от 2001 г., създадена от Хосе Куаутемок Бланко и Виктор Мануел Медина, режисирана от Моника Мигел и Адриана Бараса, и продуцирана от Карла Естрада за Телевиса.
В главните роли са Адела Нориега и Маурисио Ислас, а в отрицателните - Даниела Ромо, Алехандро Томаси и Кариме Лосано.

## Сюжет
Това е историята на двете враждуващи семейства – Рамирес и Валдес. Хусто Рамирес, зъл мъж, е женен за Маргарита Инсунса. Те са собственици на хасиендата „Големите камъни“, и имат син, Алехандро. Семейство на Валдес Риверо се формира от Ригоберто Валдес, съпругата му, Франсиска Риверо, и дъщеря им, Алфонсина. С тях също живее Хертрудис, сестрата на Франсиска.
Сблъсъкът на тези две семейства се корени в две причини: първата е, че Хусто винаги е искал да присвои извора, напояващ земите на семейство Валдес, но въпреки всичките си усилия, Хусто не може да убеди Ригоберто да му го продаде. Втората причина е, че Хусто и Франсиска са били любовници в продължение на години. Когато Ригоберто разбира за изневярата, сблъсъкът завършва с трагедия – Ригоберто умира. Най-лошото от всичко е, че Франсиска очаква дете, а животът ѝ се превръща в кошмар.
Години по-късно, Алфонсина се е превърна в красива девойка, на която се носи лоша репутация сред местните хора за това, че е дъщеря на Франсиска. Единствената ѝ подкрепа е от леля ѝ, която я обича като дъщеря. Алехандро, синът на Хусто и Маргарита, също се е превърнал в красив мъж. Срещата между двамата е при извора, като двамата млади постепенно се влюбват, но любовта им е забранена, заради омразата между техните семейства, затова решават да запазят връзката си в тайна. Въпреки това, Маргарита скоро разбира за връзката на сина си и решава да а прекрати. Една бурна нощ, Алфонсина остава сама вкъщи, като е нападната от Хусто, който се опитва да я изнасили. Алфонсина, изпълнена с болка, напуска града заедно с майка си и леля си, оставяйки Алехандро с разбито сърце. Но, може би, съдбата е решила да събере двамата влюбени, рано или късно...

## Актьори
Част от актьорския състав:
- Адела Нориега – Алфонсина Валдес Риверо
- Маурисио Ислас – Алехандро Рамирес Инсунса
- Даниела Ромо – Маргарита Инсунса де Рамирес
- Алехандро Томаси – Хусто Рамирес
- Оливия Бусио – Хертрудис Риверо
- Кариме Лосано – Барбара Луна Савал
- Силвия Паскел – Пилар Савал де Луна
- Раймундо Капетийо – Алваро Луна Кастийо
- Патрисия Навидад – Мария Магдалена Осуна Кастаниеда
- Хорхе Поса – Ектор Луна / Ектор Рамирес Риверо
- Мануел Охеда – Салвадор Валдес
- Асела Робинсън – Франсиска Риверо вдовица де Валдес
- Сесар Евора – Ригоберто Валдес
- Нурия Бахес – Марта / Елоиса Кастаниеда вдовица де Осуна

## Премиера
Премиерата на Изворът е на 1 октомври 2001 г. по Canal de las Estrellas. Последният 95. епизод е излъчен на 8 февруари 2002 г.

## Адаптации
- През 2015 г. МаПат продуцира за Телевиса теленовелата Сянката на миналото, с участието на Мишел Рено и Пабло Лиле.